# Arquebisbat de Paderborn
L'arquebisbat de Paderborn - Erzbistum Paderborn en alemany, Archidioecesis Paderbornensis en llatí- és una seu metropolitana de l'Església Catòlica a Alemanya. Al 2004 tenia 1.757.474 batejats sobre una població de 4.900.000 habitants. està regida per l'arquebisbe Hans-Josef Becker.
El patró de l'arxidiòcesi és Sant Libori.

## Territori

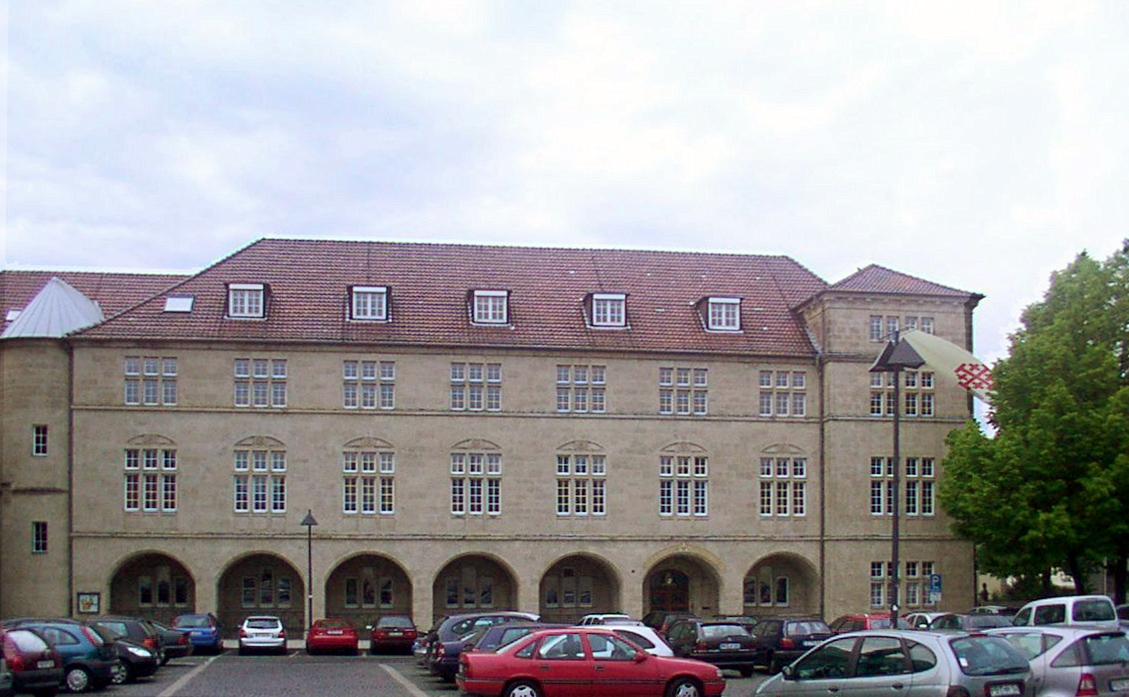
El palau del vicari general a Paderborn.

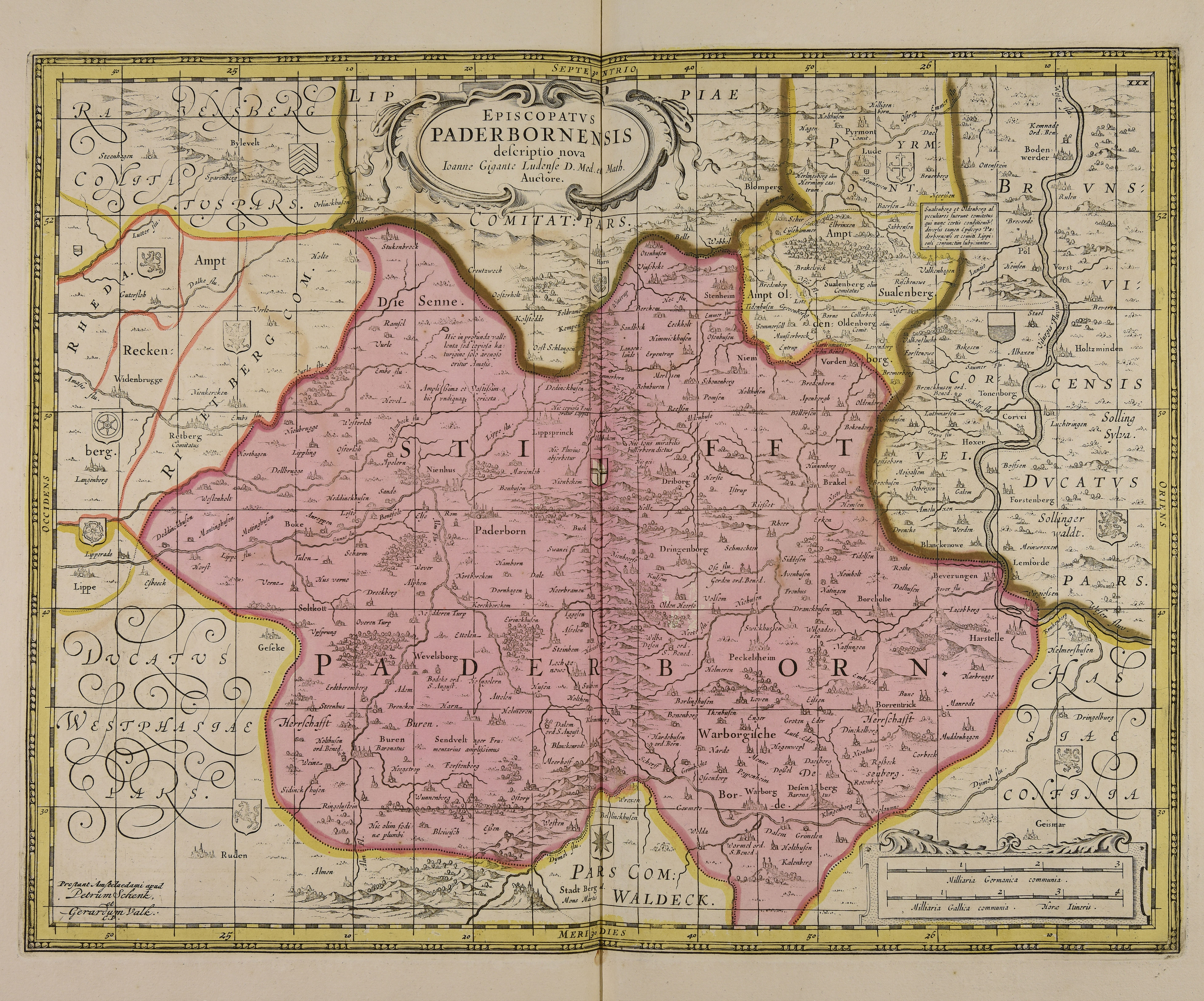
Mapa del 1683.

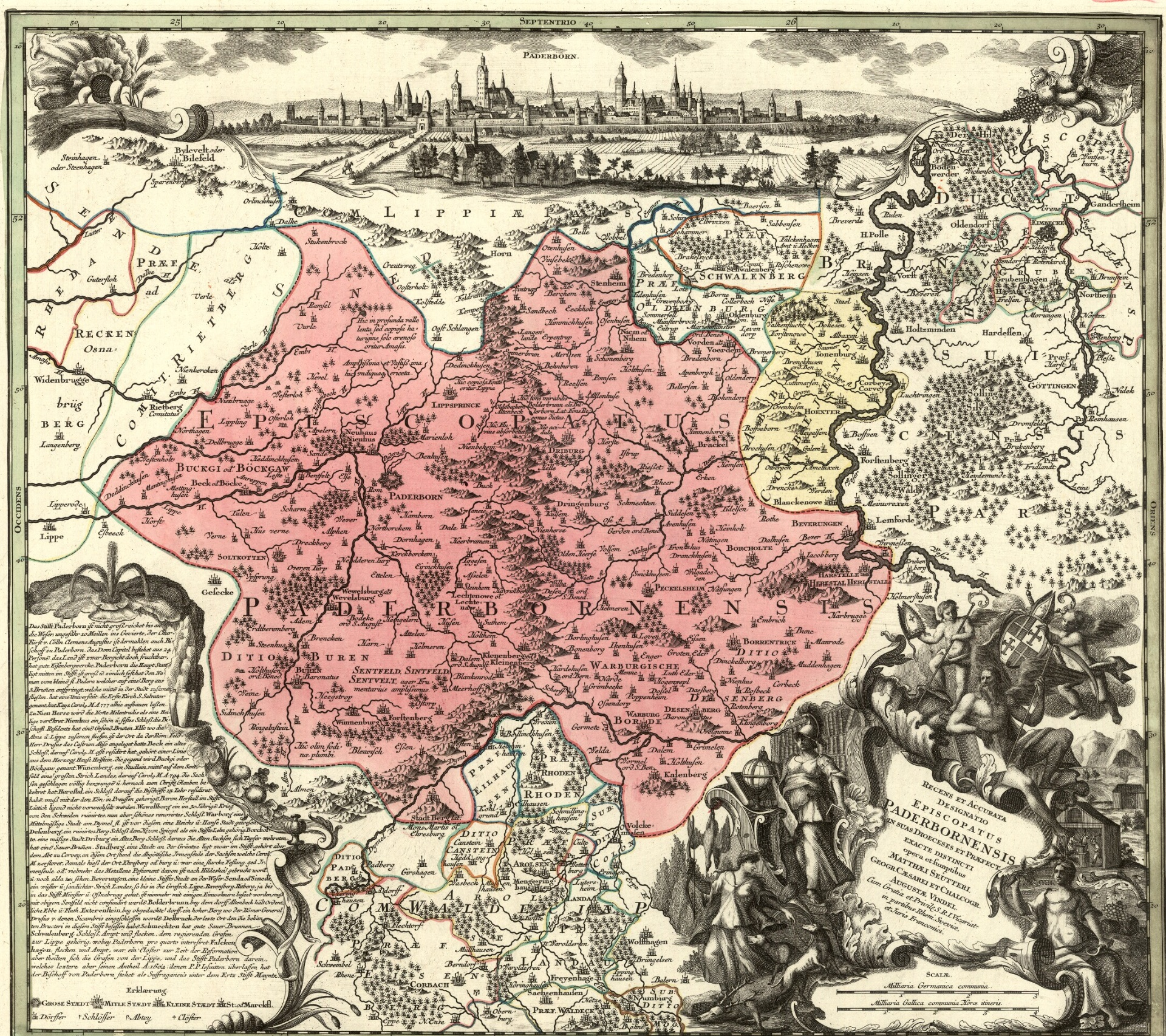
Mathäus Seuter: Mapa de la diòcesi de Paderborn el 1750.

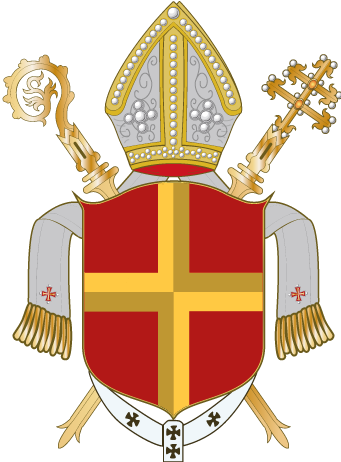
Escut de l'arxidiòcesi.

L'arxidiòcesi es troba a l'Alemanya centre-septentrional; i s'estén al land Rin del Nord - Westfàlia, així com de petites porcions de la Baixa Saxònia i de Hessen.
La seu arxiepiscopal és la ciutat de Paderborn, on es troba la catedral de Sant Libori
El territori s'estén sobre 14.754 km², i està dividit en 571 parròquies, agrupades en 19 vicariats.

## Història
La diòcesi de Paderborn va ser erigida pel Papa Lleó III el 799. Originalment era sufragània de l'arxidiòcesi de Magúncia.
Bernhard zur Lippe, a la primera meitat del segle XIV, va ser el primer príncep bisbe de Paderborn. Inicialment, la seu de Paderborn estava en conflicte amb el de Colònia per motius temporals. Una composició del conflicte es va produir al segle xvi, quan en diverses ocasions els arquebisbes de Colònia també eren administradors apostòlics de Paderborn.
Del 1782 al 1825 la diòcesi es va unir in persona episcopi amb la diòcesi de Hildesheim.
El 1792 va cedir una part del seu territori a benefici de l'erecció de la diòcesi de Corvey.
Franz Egon von Fürstenberg va ser el darrer príncep bisbe de Paderborn, l'estat eclesiàstic va ser secularitzat com tots els estats eclesiàstics del Sacre Imperi Romanogermànic el 1803.
Després del Congrés de Viena (1815) i del naixement de la Confederació Germànica, la Santa Seu va intervenir per redefinir el territori de la diòcesi amb la butlla De salute animarum del 16 de juliol de 1821. Paderborn va conservar l'antic territori, al que es va annexar la diòcesi suprimida de Corvey; el territori es va expandir encara més amb parròquies que al segle xviii pertanyien a les diòcesis veïnes, especialment a l'arxidiòcesi de Colònia, però també d'Osnabrück, Münster i Mainz. A més, els bisbes de Paderborn van rebre l'administració de les parròquies catòliques de la província de Saxònia, que incloïen, entre d'altres, les ciutats d'Halberstadt, Halle (Saxònia-Anhalt) i Magdeburg; aquest vast territori, no contigu amb el precedent a causa de la presència de la diòcesi de Hildesheim al regne de Hannover, va ser separat del vicariat apostòlic de les Missions del Nord.
La diòcesi s'estenia pel regne de Prússia, i també inclou la major part del catòlic gran ducat de Saxònia-Weimar-Eisenach i una parròquia del principat de Waldeck-Pyrmont. Amb la mateixa butlla Paderborn es va convertir en part de la província eclesiàstica de l'arquebisbat de Colònia.
L'1 de març de 1921 va incorporar els territoris del sorprès vicariat apostòlic d'Anhalt.
El 13 d'agost de 1930 per la butlla Pastoralis officii nostri del Papa Pius XI el vicariat apostòlic d'Alemanya del Nord va ser suprimit i part del seu territori va ser annexat a la diòcesi de Paderborn, contextualment va ser elevat al rang d'arxidiòcesi metropolitana, que tenia com a sufragànies les diòcesis de Fulda i de Hildesheim.
Després de les Segona Guerra Mundial, parts de l'arxidiòcesi es van trobar a la zona d'ocupació soviètica i després a la República Democràtica Alemanya i va ser cada vegada més difícil per als bisbes el govern d'aquestes àrees de les seves diòcesis; per aquest motiu van establir una comissió arquebisbal (Erzbischöfliches Kommissariat) amb seu a Magdeburg.
El 23 de febrer de 1957, va cedir una part del seu territori a benefici de l'erecció de la diòcesi d'Essen.
El 20 de gener de 1966 l'arxidiòcesi va adoptar una subdivisió en 39 diaconats.
En 1973 els territoris del comissariat arquebisbal de Magdeburg la Santa Seu va crear la Bischöflichen Amt Magdeburg (administració apostòlica de Magdeburg), encomanant la seva gestió pastoral a un administrador apostòlic amb caràcter episcopal, suspenent de manera efectiva la jurisdicció dels arquebisbes de Paderborn.
Amb la caiguda del mur de Berlín i la reunificació d'Alemanya, la Santa Seu va reorganitzar els territoris diocesans alemanys.
El 13 d'abril de 1994 va ser erigida la diòcesi de Magdeburg amb zones sostretes formalment de l'arxidiòcesi de Paderborn.
Alhora, la província eclesiàstica de Paderborn va adquirir la diòcesi d'Erfurt i Magdeburg, però va cedir la diòcesi d'Hildesheim, que es va convertir en part de la província eclesiàstica de l'arxidiòcesi d'Hamburg.
L'1 de gener de 2006 l'arxidiòcesi va adoptar una nova subdivisió en 19 deganats.

## Episcopologi
- Sant Hathumar † (795 - 9 d'agost de 815 mort)
- Sant Badurad † (815 - 17 de setembre de 852 mort)
- Liutard † (859 - 2 de maig de 886 mort)
- Biso † (juny de 886 - 9 de setembre de 908 mort)
- Toderic † (octubre de 908 - 8 de desembre de 916 mort)
- Unwan † (25 de gener de 917 - 20 de juliol de 935 mort)
- Dudo † (agost de 935 - 26 de juliol de 960 mort)
- Folkmar, O.S.B. † (d'agost de 960 - 17 de febrer de 981 mort)
- Rethar † (983 - 6 de març de 1009 mort)
- Meinwerk † (13 de març de 1009 - 5 de juny de 1036 mort)
- Rotho, O.S.B. † (de juliol de 1036 - 6 de novembre de 1051 mort)
- Imad † (25 de desembre de 1051 - 3 de febrer de 1076 mort)
- Poppo † (març de 1076 - 28 de novembre de 1084 mort)
- Heinrich von Assel † (desembre de 1084 - 1090 deposat)[1]
- Heinrich von Werl † (1090 - 14 d'octubre de 1127 mort)
- Bernhard von Oesede † (novembre de 1127 - 16 de juliol de 1160 mort)
- Evergis † (d'agost de 1160 - 28 de setembre de 1178 mort)
- Siegfried (von Hallermund?) † (octubre de 1178 - 10 de febrer de 1186 mort)
- Bernhard von Ibbenbüren † (març de 1186 - 23 d'abril de 1203 mort)
- Bernhard von Oesede † (maig de 1203 - 28 de març de 1223 mort)
- Thomas Olivier † (7 d'abril de 1225 - 28 de setembre de 1225 nomenat cardenal bisbe de Sabina)
- Wilbrand van Oldenburg † (octubre de 1225 - 1228 nomenat bisbe d'Utrecht)
- Bernhard zur Lippe † (1228 - 14 d'abril de 1247 mort)
- Simon zur Lippe † (1247 - 7 de juny de 1277 mort)
- Otto von Rietberg † (1277 - 23 d'octubre de 1307 mort)
- Günther von Schwalenberg † (1307 - 15 de maig de 1310 renuncià)
- Dietrich von Itter † (3 de desembre de 1310 - 20 de setembre de 1321 mort)
- Bernhard zur Lippe † (1321 - 30 de gener de 1341 mort)
- Balduin von Steinfurt † (1341 - 1361 renuncià)
- Heinrich von Spiegel zum Desenberg, O.S.B. † (17 de març de 1361 - 21 de març de 1380 mort)
- Simon von Sternberg † (de juny de 1380 - 25 de gener de 1389 mort)
- Ruprecht von Berg † (9 de novembre de 1389 - 28 de juny de 1394 mort)
- Johann von Hoya † (7 de setembre de 1394 - 28 de febrer de 1399 nomenat bisbe de Hildesheim)
- Bertrando d'Arvazzano † (4 de març de 1399 - 1400 ?)
- Wilhelm von Berg † (5 de novembre de 1400 - abans del 13 d'abril de 1415 deposat)
  - Dietrich von Moers † (13 d'abril de 1415 - 24 de gener de 1446 renuncià) (administrador apostòlic)
  - Dietrich von Moers † (4 de desembre de 1447 - 13 de febrer de 1463 mort) (administrador apostòlic, per la segona vegada)
- Simon zur Lippe † (18 de maig de 1463 - 7 de març de 1498 mort)
- Ermanno d'Assia † (7 de març de 1498 - 27 de setembre de 1508 mort)
- Eric di Brunswick-Grubenhagen † (20 d'abril de 1509 - 14 de maig de 1532 mort)[2]
  - Hermann von Wied † (22 de setembre de 1532 - 25 de febrer de 1547 deposat) (administrador apostòlic)
- Rembert von Kerssenbrock † (1º de juliol de 1547 - 12 de febrer de 1568 mort)
- Johann von Hoya zu Stolzenau † (6 de novembre de 1568 - 5 d'abril de 1574 mort)
- Salentin von Isenburg † (14 de setembre de 1574 - 5 de setembre de 1577 renuncià)
  - Enrico di Sassonia-Lauenburg † (16 de novembre de 1577 - 22 d'abril de 1585 mort) (bisbe electe)
- Dietrich von Fürstenberg † (7 d'octubre de 1585 - 4 de desembre de 1618 mort)
- Ferran de Baviera † (4 de desembre de 1618 - 13 de setembre de 1650 mort)
- Dietrich Adolf von Reck † (7 de maig de 1751 - 30 de gener de 1661 mort)
- Ferdinand von Fürstenberg † (30 de maig de 1661 - 26 de juny de 1683 mort)
- Hermann Werner von Wolf-Metternich zur Gracht † (24 d'abril de 1684 - 21 de maig de 1704 mort)
- Franz Arnold von Wolff-Metternich zur Gracht † (21 de maig de 1704 - 25 de desembre de 1718 mort)
- Clemente Augusto di Baviera † (30 d'abril de 1719 - 6 de febrer de 1761 mort)
- Wilhelm Anton von der Asseburg † (16 de maig de 1763 - 26 de desembre de 1782 mort)
- Federico Guglielmo di Westfalia † (26 de desembre de 1782 - 6 de gener de 1789 mort)
- Franz Egon von Fürstenberg † (6 de gener de 1789 - 11 d'agost de 1825 mort)
- Friedrich Klemens von Ledebur † (30 de juliol de 1826 - 30 d'agost de 1841 mort)
- Richard Kornelius Dammers † (23 de maig de 1842 - 11 d'octubre de 1844 mort)
- Johann Franz Drepper † (21 d'abril de 1845 - 5 de novembre de 1855 mort)
- Martin Konrad † (19 de juny de 1856 - 16 de juliol de 1879 mort)
  - Sede vacante (1879-1882)
- Franz Kaspar Drobe † (24 de març de 1882 - 7 de març de 1891 mort)
- Hubert Theophil Simar † (17 de desembre de 1891 - 14 de desembre de 1899 nomenat arquebisbe de Colònia)
- Wilhelm Schneider † (25 de juny de 1900 - 31 d'agost de 1909 mort)
- Karl Joseph Schulte † (7 de febrer de 1910 - 8 de març de 1920 nomenat arquebisbe de Colònia)
- Kaspar Klein † (19 de juny de 1920 - 26 de gener de 1941 mort)
- Lorenz Jäger † (10 d'agost de 1941 - 30 de juny de 1973 jubilat)
- Johannes Joachim Degenhardt † (4 d'abril de 1974 - 25 de juliol de 2002 mort)
- Hans-Josef Becker, des del 3 de juliol de 2003

## Demografia
A finals del 2004, la diòcesi tenia 1.757.474 batejats sobre una població de 4.900.000 persones, equivalent al 35,9% del total.
| Any  | Població  | Població  | Població | Sacerdots | Sacerdots       | Sacerdots       | Sacerdots             | Diaques | Religiosos | Religiosos | Parròquies |
| ---- | --------- | --------- | -------- | --------- | --------------- | --------------- | --------------------- | ------- | ---------- | ---------- | ---------- |
| Any  | batejats  | total     | %        | total     | clergat secular | clergat regular | batejats per sacerdot | Diaques | homes      | dones      |            |
| 1950 | 2.345.344 | 9.382.323 | 25,0     | 1.918     | 1.454           | 464             | 1.222                 |         | 652        | 6.955      | 605        |
| 1970 | 2.339.211 | 8.823.432 | 26,5     | 2.277     | 1.862           | 415             | 1.027                 |         | 438        | 4.700      | 647        |
| 1980 | 2.024.500 | 5.200.000 | 38,9     | 1.624     | 1.262           | 362             | 1.246                 | 18      | 463        | 4.173      | 548        |
| 1990 | 1.869.420 | 4.661.000 | 40,1     | 1.476     | 1.197           | 279             | 1.266                 | 71      | 374        | 3.483      | 567        |
| 1999 | 1.829.855 | 5.106.044 | 35,8     | 1.292     | 1.155           | 137             | 1.416                 | 104     | 201        | 2.601      | 568        |
| 2000 | 1.816.330 | 5.109.410 | 35,5     | 1.300     | 1.139           | 161             | 1.397                 | 113     | 227        | 2.478      | 570        |
| 2001 | 1.796.591 | 5.115.821 | 35,1     | 1.227     | 1.135           | 92              | 1.464                 | 111     | 156        | 2.253      | 570        |
| 2002 | 1.786.330 | 4.934.408 | 36,2     | 1.210     | 1.126           | 84              | 1.476                 | 116     | 147        | 2.269      | 571        |
| 2003 | 1.771.660 | 4.900.000 | 36,2     | 1.191     | 1.110           | 81              | 1.487                 | 129     | 137        | 2.272      | 571        |
| 2004 | 1.757.474 | 4.900.000 | 35,9     | 1.152     | 1.074           | 78              | 1.525                 | 129     | 127        | 2.173      | 571        |